# Turraea holstii
Turraea holstii är en tvåhjärtbladig växtart som beskrevs av Guerke. Turraea holstii ingår i släktet Turraea och familjen Meliaceae. Inga underarter finns listade i Catalogue of Life.